# Rów Złotnicki
Rów Złotnicki – ciek (rów melioracyjny) zlokalizowany w północnej części miasta Poznania i zachodniej części gminy Suchy Las. 

## Charakterystyka
Rów ma długość około 4 kilometrów, średnią szerokość 1,16 metra i średnią głębokość 0,22 metra. Powierzchnia zlewni wynosi 740 ha i obejmuje głównie tereny zabudowane (ok. 20%), użytki zielone (25,4%) i użytki rolne (34,9%).
Początek bierze na polach gminy Suchy Las (tereny podmokłe, około dwóch kilometrów na południowy wschód od wsi Złotniki), a uchodzi do Jeziora Strzeszyńskiego.

## Zanieczyszczenie
Badania wskazują, że rów jest zanieczyszczony ściekami bytowymi z gminy Suchy Las, jak również fosforami nawozowymi z pól i bakteriami z grupy coli. Ścieki bytowe prawdopodobnie pochodzą z domków jednorodzinnych i ogródków działkowych. W celu zatrzymania zanieczyszczeń gmina, wybudowała dwa stawy, w których stosowany jest preparat wiążący fosfory. Woda wpływająca z rowu do Strzeszynka z roku na rok pogarsza stan jeziora. W 2011, w wyniku opadów w niespotykanej wcześniej skali, wyjątkowo dużo ścieków sanitarnych przedostało się do jeziora Strzeszyńskiego poważnie je zanieczyszczając.
W 2018 ukończony zostanie zbiornik retencyjny na rowie w Suchym Lesie.